# Laurence Vail
Laurence Vail (* 28. Januar 1891 in Paris; † 16. April 1968 in Cannes) war ein französischer Dichter, Bildhauer und Maler des Dadaismus. Er galt Anfang des 20. Jahrhunderts als «roi de Montparnasse» oder auch als «roi de la Bohème».

## Leben
Laurence Vail war der Sohn des Malers Eugène Lawrence Vail (1857–1934) und einer französischen Mutter. Er studierte an der Académie des Beaux-Arts. Innerhalb kürzester Zeit umgab sich Laurence Vail mit den bekanntesten Intellektuellen und Künstlern der Stadt, unter anderem Constantin Brâncuși, James Joyce, Man Ray, Ezra Pound, Ernest Hemingway, Samuel Beckett, Natalie Clifford Barney, Romaine Brooks, Djuna Barnes, Gertrude Stein und Marcel Duchamp. Später kämpfte er mit im spanischen Bürgerkrieg, nahm an kommunistischen Tätigkeiten und im Zweiten Weltkrieg an der französischen Widerstandsbewegung, der Résistance, teil.
Laurence Vail war zweimal verheiratet. In erster Ehe war er seit 1922 verheiratet mit der Mäzenin und Gründerin einer musealen Institution, Marguerite Peggy Guggenheim (1898–1979). Aus der gemeinsamen Verbindung gingen zwei Kinder, Michael Sindbad und Pegeen, hervor. Nach acht Jahren Ehe ließen sich die beiden scheiden und er heiratete darauf die Schriftstellerin und Journalistin Kay Boyle (1902–1992), mit der er seit 1929 zusammenlebte. Aus der Ehe gingen drei Töchter hervor. 